# Cathédrale Sainte-Marie de Cagliari
Cette  cathédrale n’est pas la seule cathédrale Sainte-Marie.
La cathédrale de Cagliari ou cathédrale Notre-Dame-de-l'Assomption-et-Sainte-Cécile-Vierge-et-Martyre (en italien : Duomo di Cagliari ou Cattedrale di Santa Maria Assunta e di Santa Cecilia vergine e martire) est une église de la ville italienne de Cagliari, capitale de la Sardaigne. Elle a été construite au XIIIe siècle dans le style romano-pisan, et a obtenu le statut de cathédrale en 1258.
Aux XVIIe et XVIIIe siècles, elle a été rénovée en style baroque puis, en 1930, dans le style néo-roman, en s'inspirant de la cathédrale Notre-Dame-de-l'Assomption de Pise.

## Histoire
L'église a été construite par les Pisans dans leur bastion dominant la ville, le castel Di Castro. Elle avait un plan carré, avec une nef et deux ailes, la dernière ayant des voûtes d'arêtes, la nef avait un plafond en bois. En 1258, après que les Pisans ont détruit Santa Igia, la capitale du judicat de Cagliari et sa cathédrale, elle est devenue le siège de l'archidiocèse de Cagliari.
Au XIVe siècle le transept a été construit, grâce auquel la cathédrale a obtenu un plan en croix latine et deux entrées de côté. La façade a hérité d'une fenêtre à meneau gothique et le clocher a été aussi modifié. La première chapelle date de la même période, en style gothique italien, dans le bras gauche du transept. 
Le transept a été achevé juste après la conquête de Cagliari par les Aragonais et deux nouvelles chapelles ont été construites.
À l'intérieur, l'attraction principale est l'ambon de Guglielmo. Il s'agit de deux chaires du XIIe siècle sculptées par un Maître Guglielmo, à l'origine destinées à la cathédrale de Pise. Il a été transporté à Cagliari en 1312 et placé dans la nef, près des troisièmes colonnes. Les quatre lions de marbre qui ont soutenu l'ambon sont maintenant placés aux pieds des balustrades du presbytère.
Les illustrations incluent un triptyque flamand du XVe siècle, attribué à Rogier van der Weyden, qui orne le monument funéraire baroque de Bernardo de la Cabra, l'archevêque de Cagliari, mort lors de la peste de 1655, tandis que le transept gauche abrite une chapelle du XIVe siècle et le mausolée du roi aragonais Martin Ier de Sicile, construit entre 1676 et 1680. Ce dernier était mort pendant la conquête de la Sardaigne au début du XVe siècle. Une autre chapelle est consacrée à Lucifer Ier, évêque de la ville durant la seconde moitié du IVe siècle.
Dans la crypte se trouve le sanctuaire des Martyrs (it), avec 179 niches qui contiennent les reliques des martyrs de Cagliari trouvés pendant des fouilles au XVIIe siècle près de la basilique San Saturnino.

## galerie

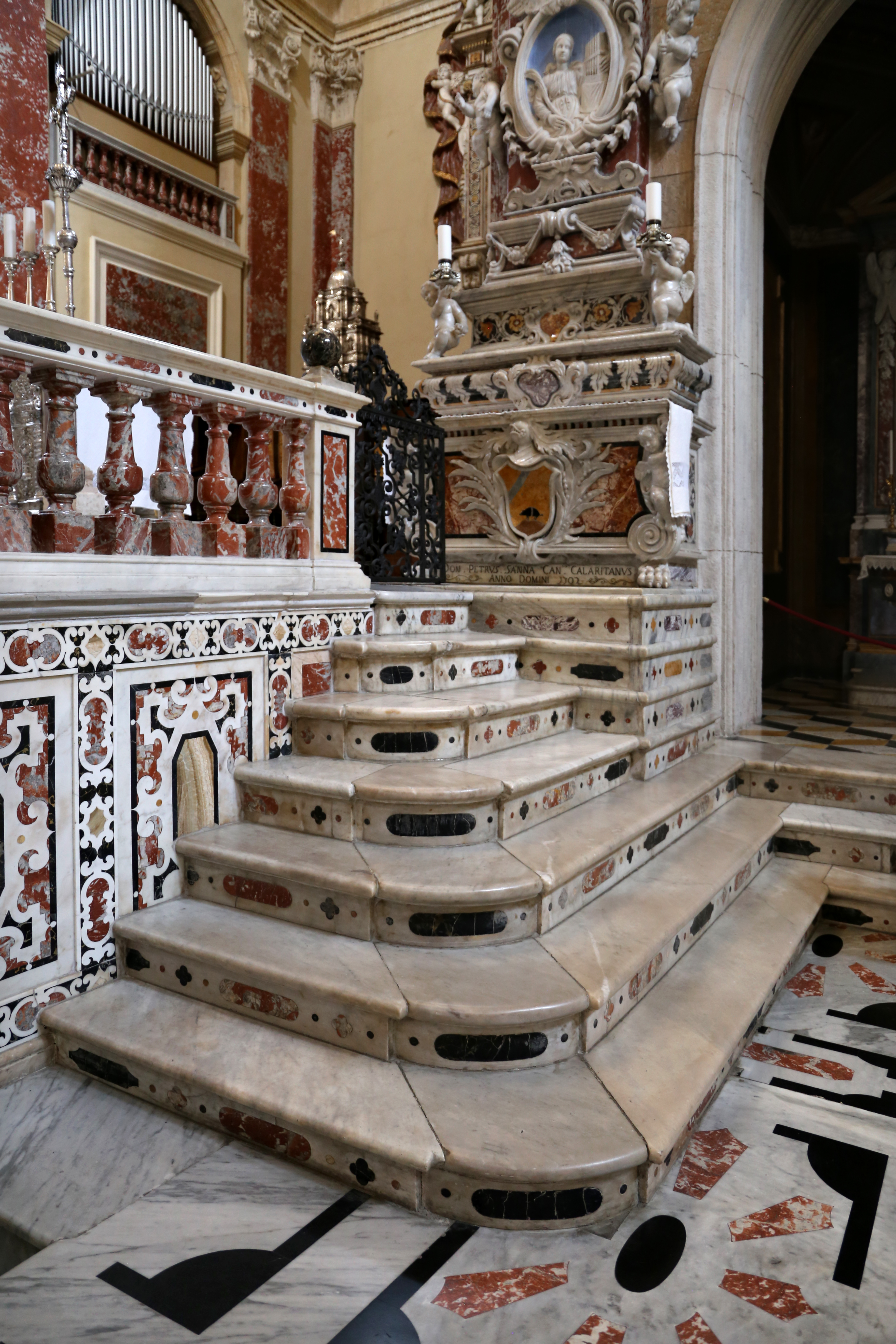
Balustrade du chœur et de l'abside.
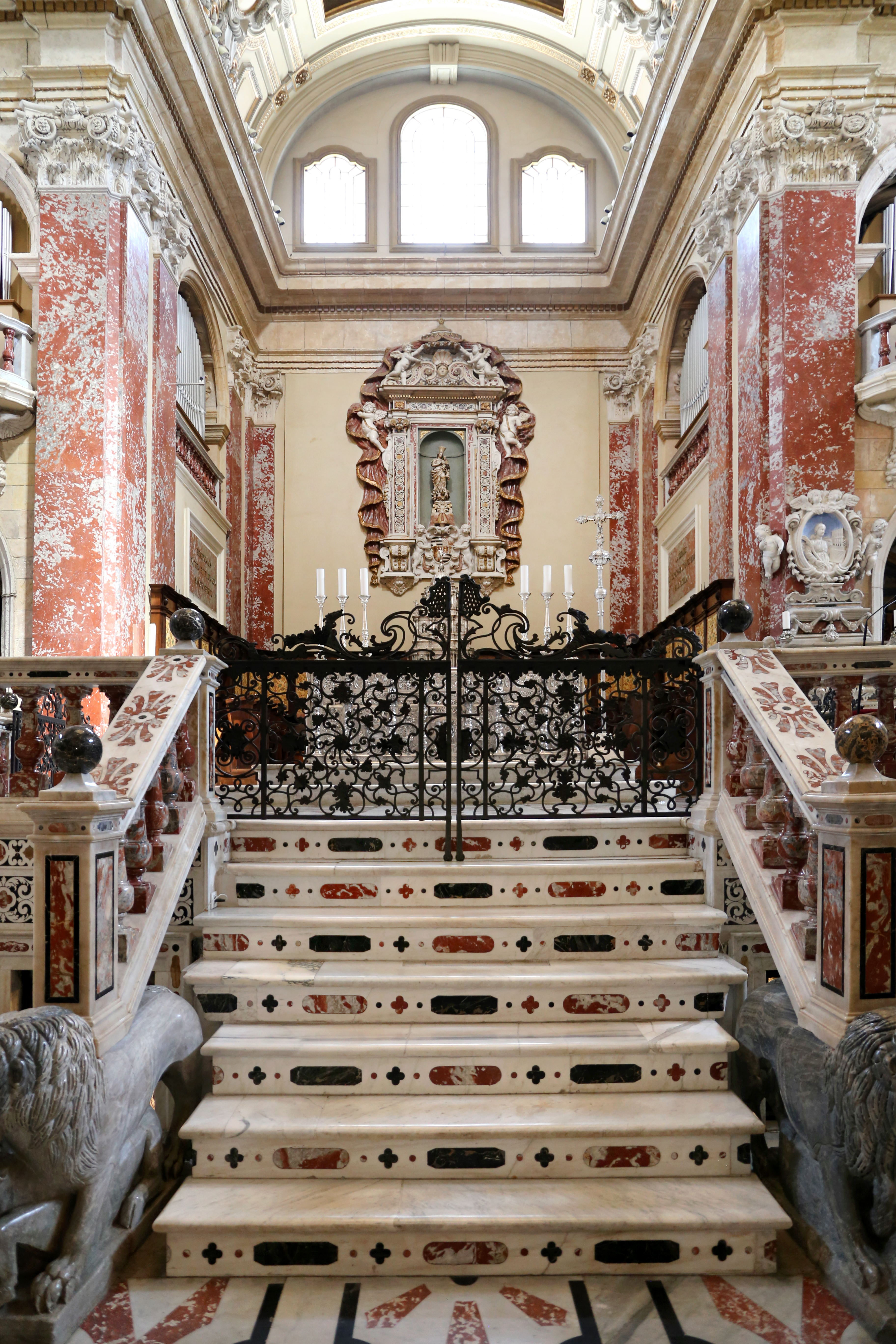
Idem.
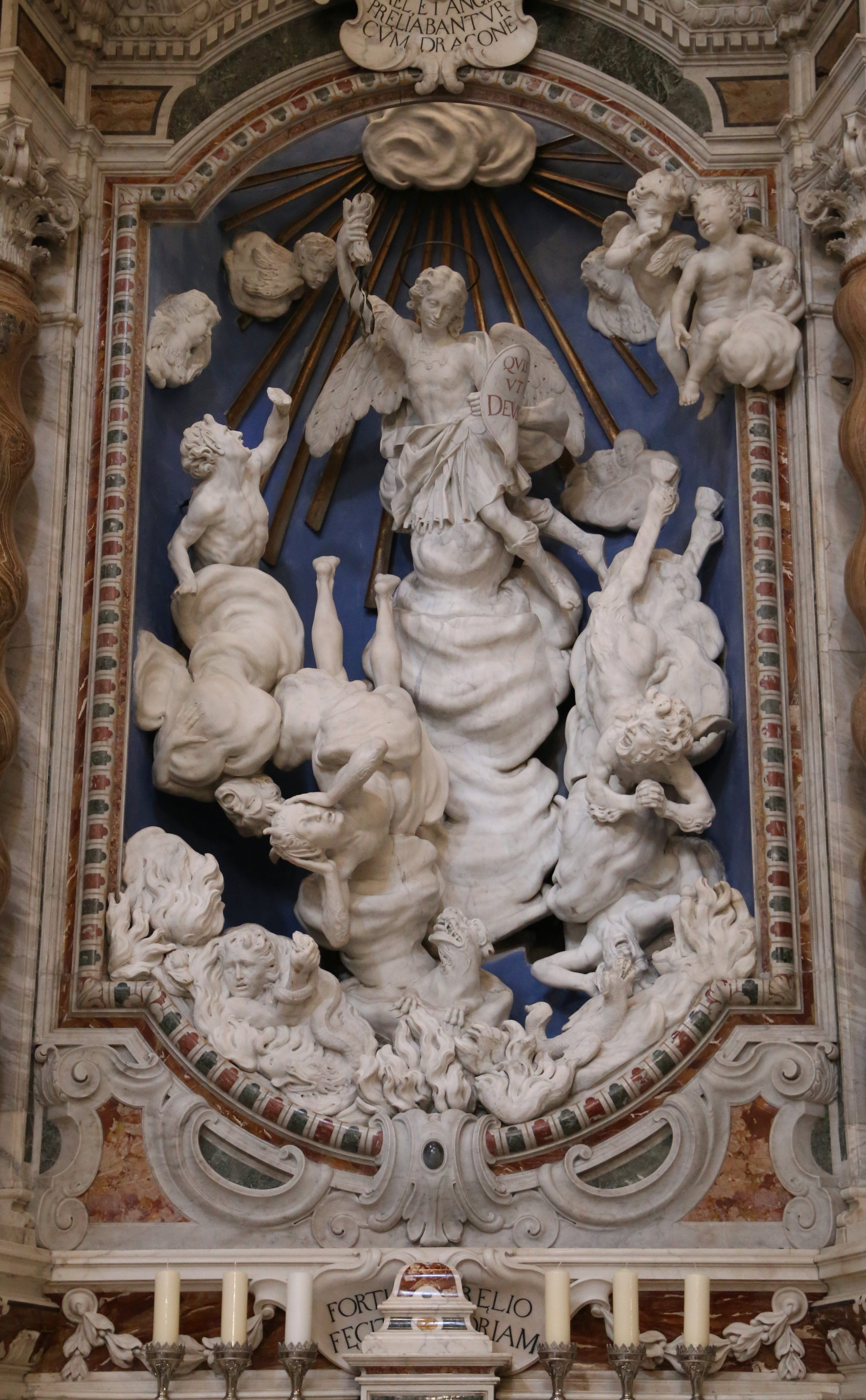
Bas-relief de la chapelle Saint Michel.
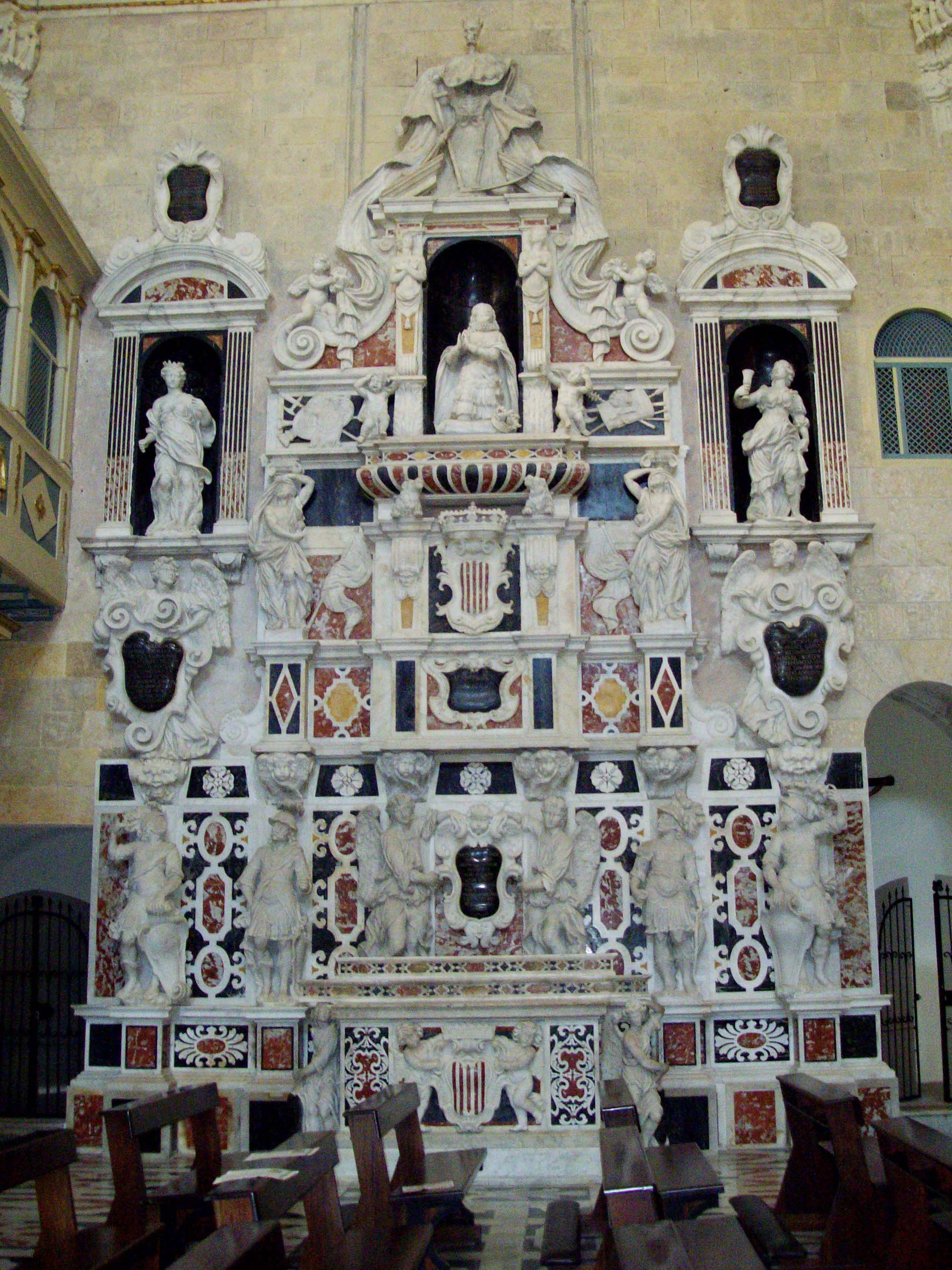
Mausolée de Martin Ier de Sicile.
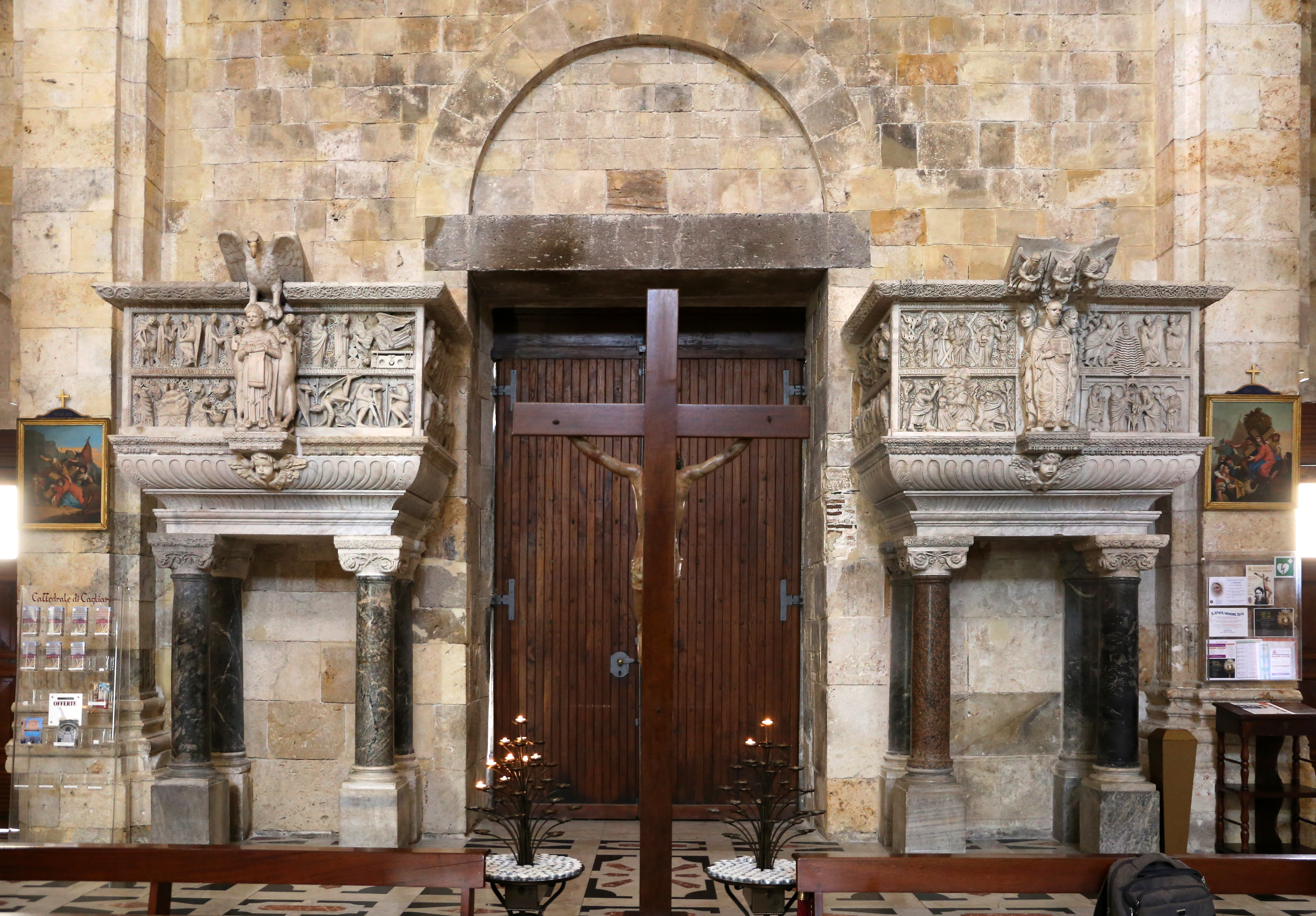
Chaires (originellement unies) de Guglielmo.
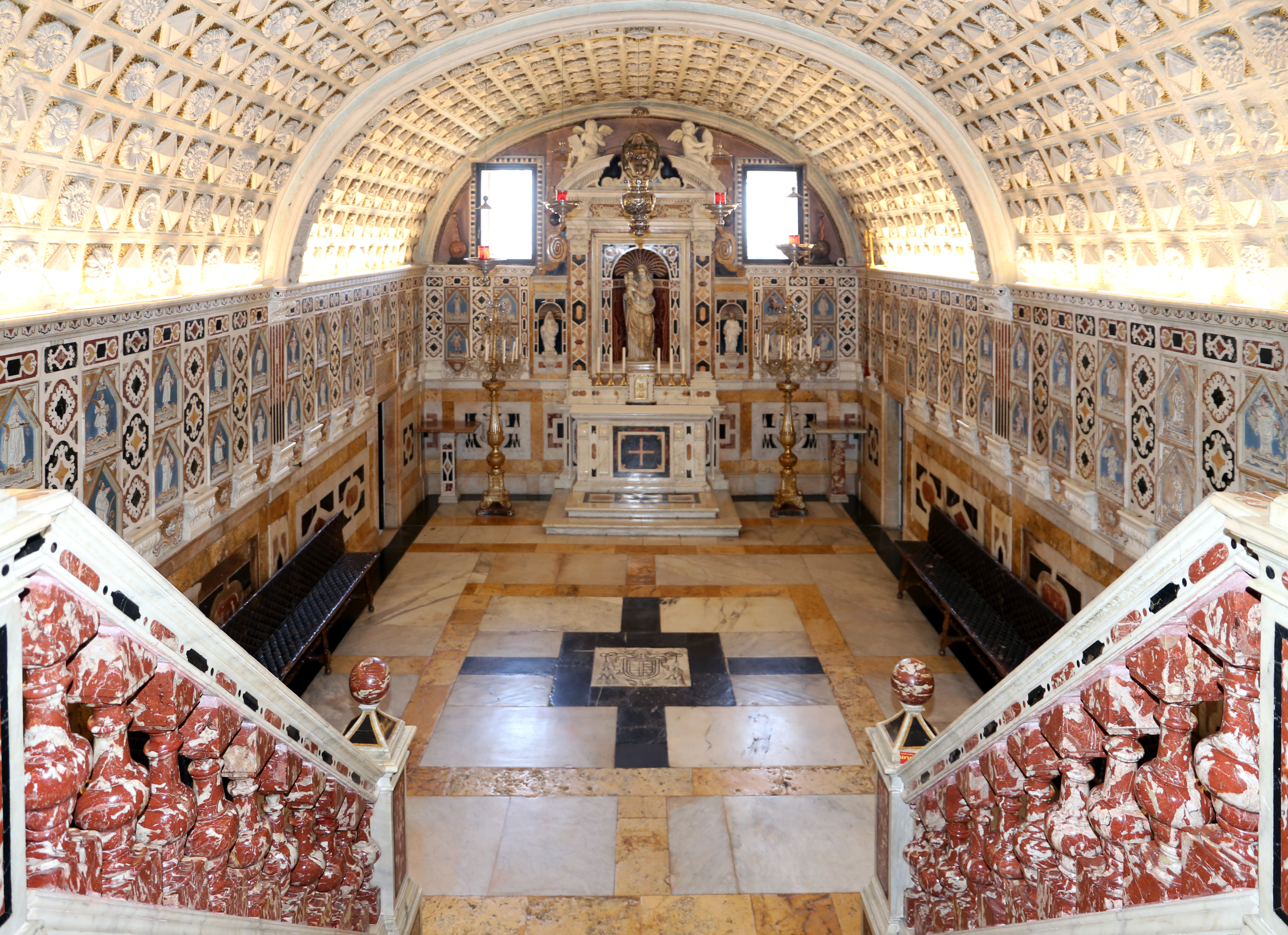
La crypte.

## Source
- (en) Cet article est partiellement ou en totalité issu de l’article de Wikipédia en anglais intitulé « Cagliari Cathedral » (voir la liste des auteurs).